# Важинское (болото)
Ва́жинское — болото в Пряжинском районе Республики Карелия.

## Общие сведения
Является крупнейшей в южной Карелии системой верховых грядово-мочажинных болот, пунктом остановки и кормёжки птиц на миграционном пути (на пролёте обычны гуменник, лебедь-кликун, большой кроншнеп).
Северо-восточная граница проходит по реке Тукша, западная — по восточному берегу Важозера, южная — по реке Тетерке.
Основным водоприёмником через сеть лесных ручьёв, вытекающих из болота, является река Важинка (приток Свири).
Мощность торфа достигает 5—6 м.
Используется как охотничьи угодья, для сбора ягод клюквы и морошки.